# 릴리스 노트
릴리스 노트(release note)는 소프트웨어 제품과 함께 배포되는 문서들을 말하며, 제품이 개발 중이거나 테스트 상태(예:베타 릴리스)일 때 추가되기도 한다. 고객이 이미 사용 중인 제품의 경우 릴리스 노트는 업데이트가 출시될 때 고객에게 전달된다.

## 내용과 형식
각 조직마다 준수해야 하는 릴리스 노트의 표준 형식은 존재하지 않는다. 조직들은 유통되는 정보의 요건과 종류에 기반하여 자신들만의 서식 스타일을 채택한다. 릴리스 노트의 내용은 릴리스 유형에 따라서도 다양하다. 시험 단계이고 새로 출시된 제품의 경우 일반적으로 간략하게 나타내는 버그 수정과 기능 개선에 대한 내용은 일반적으로 릴리스 노트에 비해 더 설명적인 것이 일반적이다. 릴리스 노트는 다음의 섹션을 포함할 수 있다:
- 머릿말: 문서 이름(예: 릴리스 노트), 제품 이름, 릴리스 번호, 출시일, 노트 날짜, 노트 버전 등.
- 개요: 다른 공식 문서가 없을 때 제품과 변경사항에 대한 간략한 개요.
- 목적: 버그 픽스와 새로운 기능을 포함한 이 릴리스의 새로운 사항의 나열과 더불어 릴리스 노트의 목적에 대한 간략한 개요.
- 문제 요약: 릴리스의 버그나 개선사항에 대한 짧은 설명.
- 재현 단계: 버그 발생을 재현하기 위한 절차.
- 해결책: 버그 수정을 위한 수정/개선사항의 짧은 설명.
- 최종 사용자 영향: 응용 프로그램의 최종 사용자에게 필요한 조치. 이 변경사항으로 인해 다른 기능이 영향을 받는지의 여부가 포함되는 것이 좋다.
- 지원 영향: 소프트웨어 관리의 일일 프로세스에 필요한 변경사항.
- 참고: 소프트웨어나 하드웨어의 설치, 업그레이드, 제품 문서화에 관한 참고사항. (문서화 업데이트 포함)
- 면책: 회사와 표준 제품 관련 메시지 (예: 프리웨어, 불법 복제 금지 등)
- 연락처: 지원 연락처 정보.

## 저명한 예시
소프트웨어 게임, 운영 체제, 자동차, CAD 디자인 등 각기 다른 부문의 선별된 주요 소프트웨어의 목록은 다음과 같다:
- Apache Maven Project Release Notes
- Apple iOS 14 Updates
- Apple macOS Release Notes
- Apple Xcode Release Notes
- FreeBSD Releases
- FXhome's Hitfilm Express
- GNOME Release Notes
- Gitlab Releases[1]
- i.MX Linux® Release Notes (PDF by NXP Semiconductors)
- Atlassian Jira Software release notes
- Linux (Ubuntu)
- Linux Kernel 5.x
- Microsoft Visual Studio Release Notes
- Minecraft Release Changelogs
- Tesla Software Updates
- Unity3d 2020.1.0
- Wikipedia MediaWiki software
- Windows 10 (참고: Windows Release Health)
- Xilinx Release Notes (예: Vivado Design Suite)

## 같이 보기
- 체인지로그
- README
- 구성 관리
- 소프트웨어 사용권 동의
- 소프트웨어 배포 생명 주기
- 소프트웨어 공학 지식 체계
- 이용 약관